# 1054
Évszázadok: 10. század – 11. század – 12. század
Évtizedek: 1000-es évek – 1010-es évek – 1020-as évek – 1030-as évek – 1040-es évek – 1050-es évek – 1060-as évek – 1070-es évek – 1080-as évek – 1090-es évek – 1100-as évek
Évek: 1049 – 1050 – 1051 – 1052 –  1053 – 1054 – 1055 – 1056 – 1057 – 1058 – 1059

## Események
- I. Jaroszláv kijevi nagyfejedelem halála az országban feudális anarchiához vezet. Birodalmát fiai között osztotta szét, akik egymás ellen is harcolnak.
- Humbertus bíboros IX. Leó pápa követe és Celariusz Mihály konstantinápolyi pátriárka kölcsönösen kiközösítik egymást. A Szkizmával (egyházszakadás) megkezdődik a keleti és a nyugati keresztény egyház szembenállása. Keleten a kereszténység központjává Bizánc vált.
- Malcolm Canmore megkezdi a skót trón megszerzéséért indított hadjáratát.
- július 4. – A kínai csillagászok szupernóvát észlelnek a Taurus csillagképben a Zeta Tauri csillag mellett. A jelenség hónapokig látható. Ennek maradványa a Rák-köd (M1, NGC 1952) nevű objektum.
- július 16. – A IX. Leó pápa által Konstantinápolyba küldött Humbertus, Silva Candia kardinálisa kiközösíti I. Mihály konstantinápolyi pátriárkát, ezzel kezdetét veszi a nagy egyházszakadás.[1]
- július 27. – Macbeth skót király serege vereséget szenved Dunsinane Hill-nél Malcolm Canmore-tól, a király maga elmenekül.
- I. András serege bajor szövetségben Ausztriát pusztítja.
- szeptember 1. – IV. Sancho navarrai király (III. García fia) trónra lépése (1076-ig uralkodik).

## Halálozások
- február 20. – I. Jaroszláv kijevi nagyfejedelem
- április 19. – IX. Leó pápa (* 1002)[1]
- szeptember 1. – III. García navarrai király
- szeptember 24. – Hermannus Contractus sequentia-szerző